# بوب ماكنزي (لاعب كرة قدم)
بوب ماكنزي (بالإنجليزية: Robert McKenzie)‏ هو لاعب كرة قدم أسترالي، ولد في 19 ديسمبر 1928، وتوفي في 4 يناير 2012 في ملبورن في أستراليا. لعب مع نادي ملبورن لكرة القدم.

## وصلات خارجية
- بوب ماكنزي على موقع AustralianFootball.com (الإنجليزية)
- بوب ماكنزي على موقع AFLtables.com (الإنجليزية)